# Chassignolles (Haute-Loire)
Chassignolles település Franciaországban, Haute-Loire megyében. Lakosainak száma 64 fő (2022. január 1.). Chassignolles Champagnac-le-Vieux, Saint-Hilaire, Saint-Vert, Fayet-Ronaye és Saint-Martin-d’Ollières községekkel határos.

## Népesség
A település népességének változása:
| Lakosok száma | 219  | 157  | 109  | 84   | 72   | 66   | 62   | 64   | 65   | 64   |
|               | 1968 | 1982 | 1990 | 2006 | 2013 | 2015 | 2017 | 2019 | 2020 | 2022 |